# Coniopteryx alinica
Coniopteryx alinica is een insect uit de familie van de dwerggaasvliegen (Coniopterygidae), die tot de orde netvleugeligen (Neuroptera) behoort. 
De wetenschappelijke naam Coniopteryx alinica is voor het eerst geldig gepubliceerd door Sziráki in 1992.